# Luís (moeda)

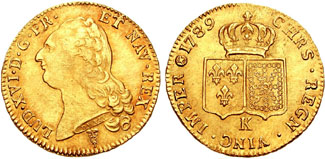
Moeda de luís em ouro, cunhada no reinado de

Luís, oficialmente Luís de ouro (em francês: Louis d'or), foram antigas moedas francesas. A mais antiga remonta ao rei Luís XIII, em cujo reinado começou a circular (1640). O nome deriva pelo motivo do retrato do rei Luís estar em lado da moeda; o brasão real está no reverso. A moeda foi substituída pelo franco francês na época da revolução apesar de um número limitado também foi cunhado durante a "restauração dos Bourbon" sob Luís XVIII.
Ela é a maior e mais pesada moeda de ouro francesa já cunhada e pesava 66,87 g. A mais recente foi uma moeda de 20 francos que circulou entre 1800 e 1914.

## História
Foi em 1640 que Luís XIII, através de Claude de Bullion, decidiu reformar o sistema monetário francês, estabilizar a moeda, restaurar a confiança nela, competir com moedas espanholas como o dobrão ou a pistola, fornecer dinheiro para facilitar pagamentos então liquidados em grande parte em notas promissórias ou cessões de dívidas e finalmente encorajar os primeiros investimentos de refúgio.